# Джерела в с. Гаврилівка
Джерело́ бі́ля с. Гришине — гідрологічна пам'ятка природи місцевого значення в Україні. Розташоване в межах Роменської міської громади Роменському районі Сумської області, на південній околиці села Гаврилівка (колишнє Гришине). 
Площа - 0,02 га. Статус присвоєно згідно з рішенням Сумського облвиконкому від 27.09.1973 року. Перебуває у віданні: ДП «Роменський агролісгосп» (Роменське лісництво, кв. 112, вид. 38).
Охороняється місце витоку двох джерел води доброї питної якості на дні лісової балки. Об'єкт має наукове, пізнавальне та культурне значення.